# Goddess
Goddess este primul album de studio al cântăreței Banks, lansat de Harvest în SUA pe 5 septembrie 2014. Discul a primit recenzii favorabile din partea criticilor de specialitate, care l-au numit „complex și plin de încredere, un material de debut ce iese în evidență”. Goddess a debutat pe locul 12 în clasamentul Billboard Hot 100 și a fost comercializat în peste 120.000 de exemplare în America.

## Piesele de pe album
| Nr. | Titlu                                   | Autor(i)                          | Lungime |  |
| 1.  | „Alibi”                                 | Jillian Banks, Christopher Taylor | 3:48    |  |
| 2.  | „Goddess”                               | Banks, TJ Carter                  | 4:02    |  |
| 3.  | „Waiting Game”                          | Banks, Taylor                     | 3:27    |  |
| 4.  | „Brain”                                 | Banks, Henry Laufer               | 4:42    |  |
| 5.  | „This Is What It Feels Like”            | Banks, Carter, Jamie Woon         | 5:02    |  |
| 6.  | „You Should Know Where I'm Coming From” | Banks, Justin Parker              | 3:55    |  |
| 7.  | „Stick”                                 | Banks, Carter                     | 5:13    |  |
| 8.  | „Fuck Em Only We Know”                  | Banks, Orlando Higginbottom       | 4:36    |  |
| 9.  | „Drowning”                              | Banks, Al Shuckburgh              | 4:09    |  |
| 10. | „Beggin for Thread”                     | Banks, Jesse Rogg, Anderson       | 4:09    |  |
| 11. | „Change”                                | Banks, Anderson                   | 4:16    |  |
| 12. | „Someone New”                           | Banks, Anderson, Aron Forbes      | 4:36    |  |
| 13. | „Warm Water”                            | Banks, Higginbottom               | 3:28    |  |
| 14. | „Under the Table”                       | Banks, Higginbottom               | 4:09    |  |